# Hugo Holstein

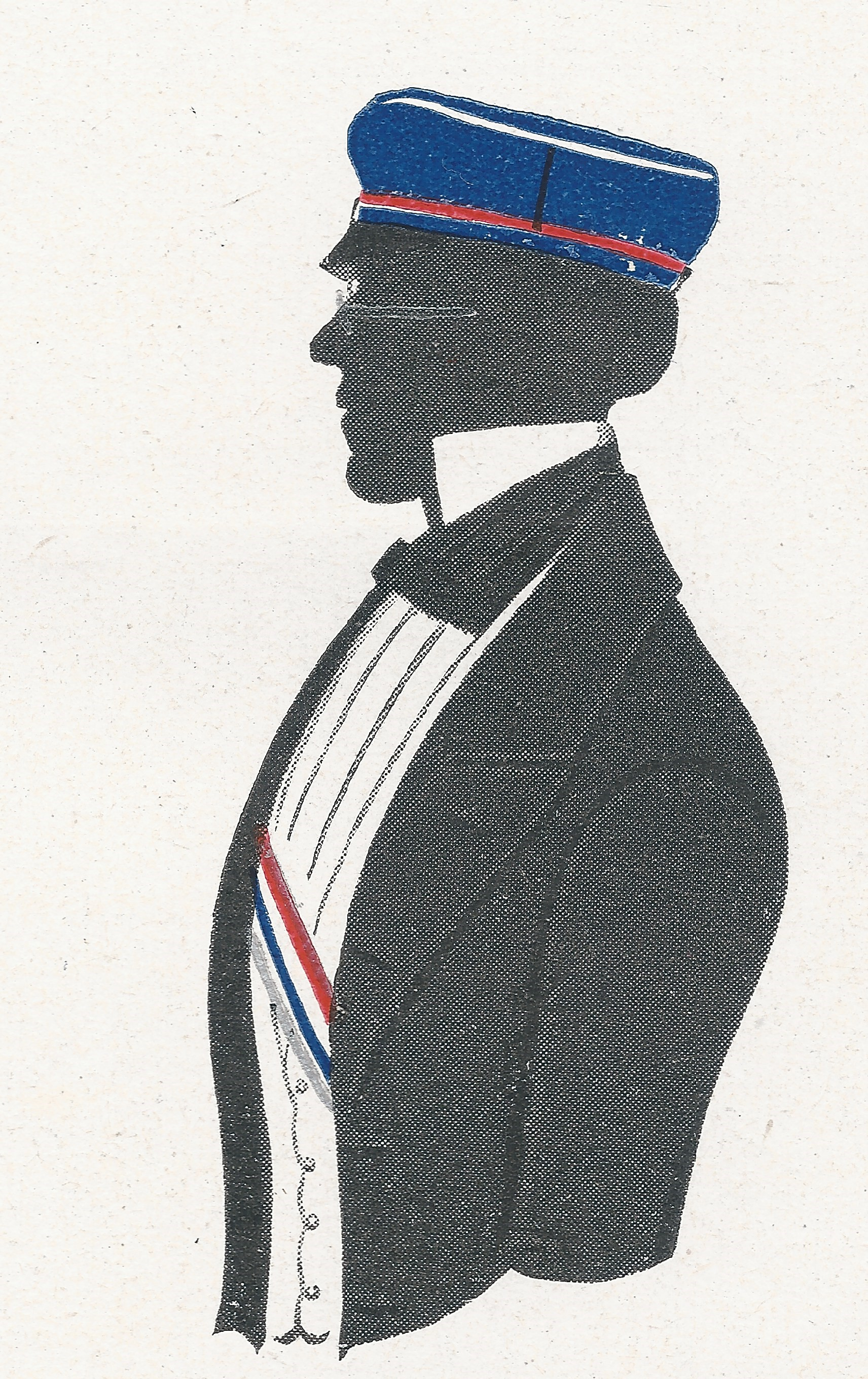
Hugo Holstein

Hugo Holstein (* 22. Februar 1834 in Magdeburg; † 27. Dezember 1904 in Halle (Saale)) war ein deutscher Philologe, Historiker und Gymnasiallehrer. Als Historiker veröffentlichte er vor allem zur magdeburgischen Landesgeschichte.

## Leben
Holstein besuchte das Domgymnasium Magdeburg. Nach dem Abitur im Herbst 1852 studierte er Philologie an der Friedrichs-Universität Halle. Dort wurde er 1853 Mitglied des neugegründeten Corps Teutonia II. 1856/57  absolvierte er das Probejahr am Domgymnasium Naumburg. Nach seiner Militärzeit als Einjährig-Freiwilliger wurde er 1858 dort als ordentlicher Lehrer angestellt. Im Herbst 1864 wechselte er an seine frühere Schule in Magdeburg, an der er 1871 Oberlehrer wurde. Nachdem er von 1875 bis Ostern 1878 Oberlehrer am Domgymnasium Verden gewesen war, wurde er bis 1885 Rektor des Progymnasiums in Geestemünde. 
Seit 1869 war er Dr. phil. Seit 1875 charakterisierter Gymnasialprofessor, nahm er zum Herbst 1885 den Ruf als Direktor des Königlichen Gymnasiums Wilhelmshaven an. Hier wirkte er bis Ostern 1901. Seinen Ruhestand verbrachte er als Geh. Regierungsrat in Halle, wo er im 71. Lebensjahr starb.
Bis zu seinem Tod engagierte er sich im Verein für Geschichte und Altertumskunde des Herzogtums und Erzstifts Magdeburg. Er schrieb viele Beiträge für historische Fachzeitschriften und die Blätter für Handel, Gewerbe und sociales Leben, einem Beiblatt der Magdeburgischen Zeitung. Er war als Herausgeber an der Reihe Neudrucke deutscher Literaturwerke des 16. und 17. Jahrhunderts beteiligt.

## Werke
- Cicero de finibus, für den Schulgebrauch erklärt, 1873.
- Geschichte des Königlichen Domgymnasiums zu Magdeburg, Festschrift 1875.
- Urkundenbuch des Klosters Berge bei Magdeburg, 1879.
- Das Drama vom verlornen Sohn. Ein Beitrag zur Geschichte des Dramas, Geestemünde 1880, 53 Seiten. (Digitalisat)
- Die Reformation im Spiegelbilde der dramatischen Litteratur des sechzehnten Jahrhunderts, 1886.
- Geschichte der ehemaligen Schule zu Kloster Berge, 1886.
- Johann Reuchlins Komödien. Ein Beitrag zur Geschichte des lateinischen Schuldramas, 1888.